# Tatort: Warum
Warum ist ein Fernsehfilm aus der Krimireihe Tatort. Der vom Bayerischen Rundfunk produzierte Beitrag ist die 1199. Tatort-Episode und wurde am 1. Mai 2022 im SRF, im ORF und im Ersten ausgestrahlt. Das fränkische Ermittlerduo Voss und Ringelhahn ermittelt seinen achten Fall.

## Handlung
Lukas Keller wird in der Nähe seines Sportclubs in Nürnberg ermordet. Der junge IT-Spezialist war an seinem Arbeitsplatz, einem Nürnberger Speditionsunternehmen, sehr geschätzt. Auch im privaten Umfeld gibt es keinerlei Anhaltspunkte für Konflikte. Die Spuren der Tat erinnern an einen sehr ähnlichen ungelösten Fall, der sich vor genau sechs Monaten in der Oberpfalz ereignete. Für Voss und Ringelhahn ergibt sich daraus der Ansatz für ihre Ermittlungen. Allerdings müssen sie feststellen, dass ihre Kollegen in der Oberpfalz sich bei der Suche nach dem Mörder nicht übermäßig viel Mühe gegeben haben. Kommissar Voss ist darüber verärgert, schließlich hat die schlampige Arbeit nun einen weiteren Menschen das Leben gekostet. Da es nicht auszuschließen ist, dass es weitere Opfer geben kann, drängt die Zeit. Voss und Ringelhahn gehen den alten Spuren nach und stoßen auf einen Zeugen, dessen Aussage seinerzeit nicht weiter verfolgt wurde. Er hatte sich bei der Oberpfälzer Polizei gemeldet, weil ihm ein Obdachloser aufgefallen war, der sich sehr auffällig verhalten hatte. Es gelingt, ein Phantombild des Mannes zu erstellen und ihn in Nürnberg aufzuspüren. Im Verhör gibt er den ersten Mord zu, streitet jedoch ab, etwas mit dem Mord in Nürnberg zu tun zu haben. Erst nachdem er sich in der Untersuchungshaft das Leben nimmt, wird sein Alibi von zwei Zeugen bestätigt. Voss zweifelt daraufhin seine Arbeit an und will wegen seiner Fehleinschätzung aus dem Fall aussteigen. Kommissarin Ringelhahn bittet ihn jedoch, nicht einfach alles hinzuwerfen und weiter mit ihr den Fall zu bearbeiten. Da sich eine neue Spur auftut, überwindet er seine Krise sehr schnell. In den Sachen des Opfers wurde ein Parkschein gefunden, der zu einem Hotel führt. Hier hatte sich Lukas Keller kurz vor seinem Tod mit zwei Männern eines bulgarischen Pharmabetriebes getroffen. Die Recherchen ergeben, dass es sich dabei um einen international agierenden Konzern handelt, der wegen gefälschter Medikamente bereits ins Visier des BKA geraten ist. In Deutschland betreut genau die Firma, für die das Opfer gearbeitet hat, die Logistik der weltweiten Transporte. Diverse Indizien deuten darauf hin, dass Lukas’ Chef einen Bulgaren auf Lukas angesetzt hatte, um ihn, der ungewollt zum Mitwisser der Machenschaften geworden ist, zu beseitigen.
Die Mutter des Opfers, die seit Jahren von ihrem Mann getrennt lebt, nimmt der brutale Mord an ihrem Sohn stark mit. Ihr Sohn war der einzige Halt, den sie im Leben noch hatte. Die Situation ist für sie fast unerträglich, und so findet sie mit ihrem Mann wieder zusammen. Ihre gemeinsamen Erinnerungen helfen ihr ein wenig, den Schmerz zu verarbeiten. Auch versucht sie, Kontakt zur neuen Freundin ihres Sohnes aufzunehmen. Doch Mia, die eine kleine Tochter hat, blockt alles ab. Auch sie ist von dem Tod Lukas Kellers tief getroffen. Als sie ein Päckchen mit drei Holzfiguren, denen allen der Kopf fehlt, erhält, zieht sie sich schockiert völlig zurück. Dennoch gelingt es Lukas’ Mutter, ihr Vertrauen zu gewinnen und sie zu überreden, sich in Sicherheit zu bringen. Aufgrund von Tonaufnahmen, die Lukas vor seinem Tod machte, wird den Kellers klar, dass Logistikchef Karl-Heinz Weinhardt für den Tod ihres Sohnes verantwortlich ist. Die Gerechtigkeit in die eigenen Hände nehmend, wollen die Kellers Weinhardt etwas antun, scheitern allerdings daran, dass sich der Mann gerade im Kreise seiner Familie aufhält. Seinen Kindern will Marie einen Schock ersparen und zögert. Stattdessen spielt sie Weinhardt die Tonaufnahmen vor. Der rechtfertigt sich und behauptet, dass Lukas sich da verrannt habe. Fritz Keller wird das zu viel, und er bedroht Weinhardt mit einer Waffe. In diesem Moment treffen Voss und Ringelhahn ein und können die Situation unblutig klären. Fritz und Marie Keller werden festgenommen. Auf Voss’ Frage, ob Weinhardt schon einmal darüber nachgedacht habe, jemanden umzubringen, antwortet dieser: „Ganz sicher nicht“. Mit einem überheblichen Lächeln überreicht er den beiden Visitenkarten seiner Anwälte und meint, das seien die Leute, mit denen sie in Zukunft reden würden. In der Schlussszene wird Weinhardt abgeführt.

## Produktion

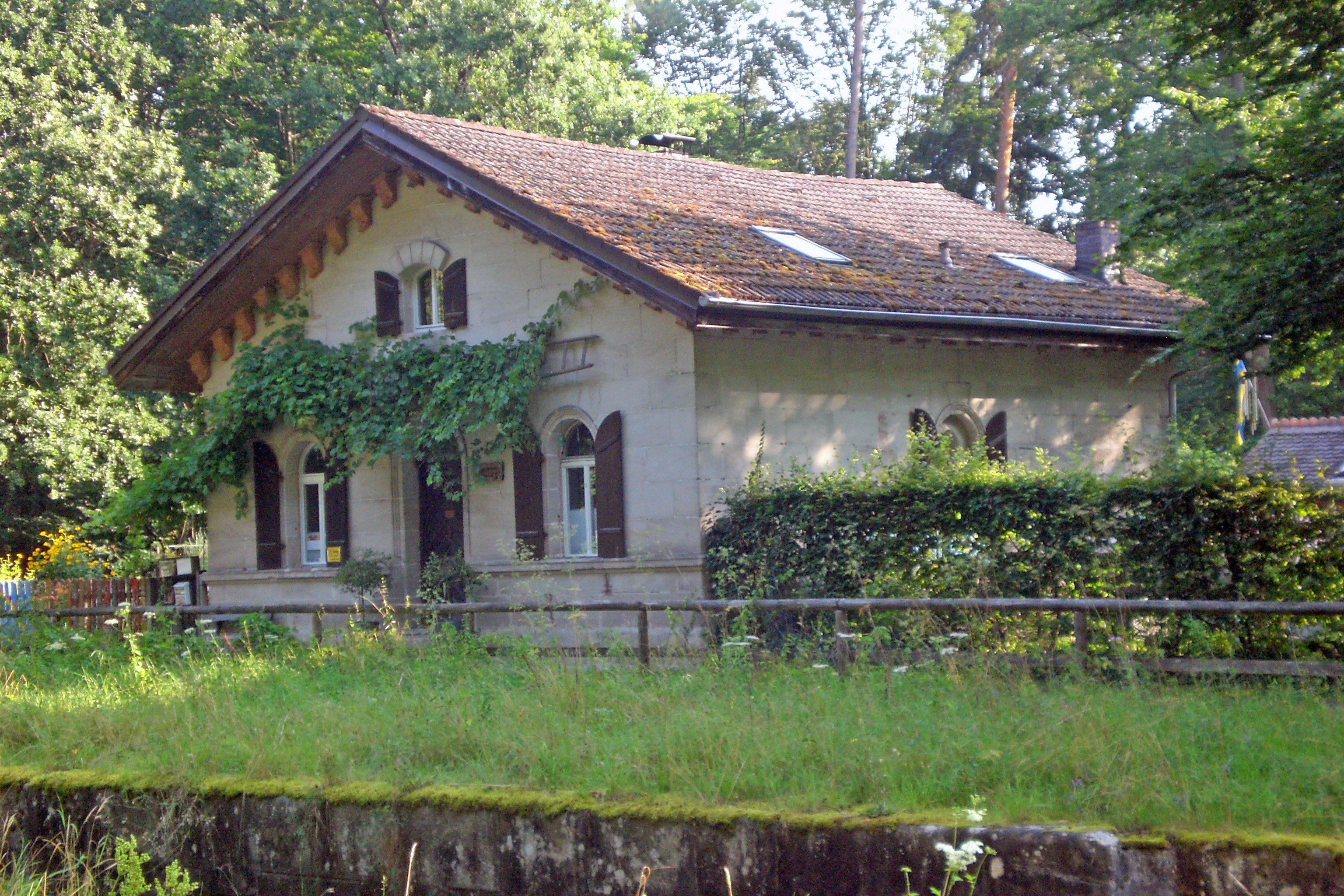
Wohnhaus des „Fritz Keller“ am Alten Kanal (2024)

Der Film wurde vom 2. März 2021 bis zum 31. März 2021 in Nürnberg und Umgebung gedreht. So war u. a. ein Schleusenwärterhaus am Ludwigskanal ein Drehort.

### Hintergrund
In diesem Tatort gibt es zwei Hinweise auf Jean-Luc Godards Film Le Mépris (Die Verachtung). Zum einen ist der Dialog in der Anfangsszene mit Mia und Lukas derselbe wie in der Anfangsszene im Film von Godard (Mia fragt: „Magst du meinen Kopf“? usw.). Zum anderen haben sich Felix und Anja einen Film von Godard im Kino angeschaut. Auch hier geht es um Die Verachtung, denn Anja erwähnt den Satz: „Ich liebe dich nicht mehr“, den Brigitte Bardot zu ihrem Partner Michel Piccoli sagt.
Lukas’ Mutter Marie Keller ist Französischlehrerin. In einer Szene sitzt sie in der Klasse an ihrem Schreibtisch vor der Tafel. Der französische Text an der Tafel enthält jedoch zwei Fehler. Der Satz „Comme je n’ai pas la voiture, je vais toujours à pied“ müsste es „Comme je n’ai pas de voiture, je vais toujours à pied“ heißen und der Akzent auf „Aprés“ ist falsch gesetzt (müsste „Après“ sein).

## Rezeption

### Einschaltquoten
Bei der Erstausstrahlung von Warum am 1. Mai 2022 verfolgten in Deutschland insgesamt 9,36 Millionen Zuschauer die Filmhandlung, was einem Marktanteil von 29,7 Prozent für Das Erste entsprach. In der als Hauptzielgruppe für Fernsehwerbung deklarierten Altersgruppe von 14–49 Jahren erreichte Warum 1,90 Millionen Zuschauer und damit einen Marktanteil von 25,0 Prozent in dieser Altersgruppe.

### Kritiken
Thomas Gehringer schrieb für tittelbach.tv: „Im Mittelpunkt der Episode ‚Warum‘ (BR – Hager Moss) stehen die nervenzehrende Suche nach den Gründen für die rätselhafte Tat und die existenziellen Folgen für die Hinterbliebenen. In dem intensiven Drama konzentriert sich Autor und Regisseur Max Färberböck ganz auf das Wesentliche. Weniger ein von äußeren Handlungen getriebener Thrill, sondern die innere Anspannung der Protagonisten prägt die Dynamik und hochemotionale Atmosphäre des Films – und entlädt sich in einem enorm spannenden Finale.“
In der Süddeutschen Zeitung wertete Holger Gertz: „Regisseur Max Färberböck und Autorin Catharina Schuchmann haben den Tatort aus Franken schon oft zum Leuchten gebracht. Glänzende Dialoge, die Kommissare Paula Ringelhahn […] und Felix Voss […] haben erfreulicherweise noch immer keinen an der Klatsche, das Ermittlerteam bringt auch Nichtfranken mit dem Zauber des Fränkischen in Berührung.“
Christian Buß schrieb für den Spiegel: „Für das Drehbuch und die Regie zeichnet Max Färberböck verantwortlich, der im Auftrag des Bayerischen Rundfunks schon recht ungewöhnliche »Tatorte« gedreht hat. […] In seiner neuen Folge mit dem Titel »Warum« […] gelingt es ihm, selbst unvermeidliche Krimistandards wie Telefongespräche aufwühlend und anrührend ins Bild zu setzen.“
Bei GMX.de urteilte Iris Alanyalı: „‚Warum‘ erzählt ganz ohne drastische Details. Nur mit Worten und Gesichtern und einer furchtlosen Nähe der ganz anderen Art: Hier werden die Wunden bildlich aufgerissen, alle Emotionen offengelegt, zum Nachfühlen und Mitfühlen den Zuschauern direkt ins Herz geschleudert […] Färberböck erlaubt auch den Ermittlern die Anteilnahme an der Schrecklichkeit des Mordes. Voss und Paula Ringelhahn müssen nicht mit professionellem Zynismus so tun, als seien alle Menschen nun einmal potentiell schlechte Menschen und als gehöre Mord deshalb zum Alltag.“

## Trivia
Die Umstände des dargestellten Falls weisen viele Parallelen zu dem Mord an einem Fahrradfahrer in Bayreuth aus dem August 2020 auf, der bis heute ungelöst ist.